# Tollesbury
Tollesbury est un village côtier de l'Essex en Angleterre. Il est situé à quelques km à l'est de Maldon.
La population était de 2 621 habitants en 2011.